# Ballarat
Ballarat es una ciudad ubicada en el estado de Victoria, al sur de Australia, aproximadamente 120 km al noreste de Melbourne y 82 km de Geelong, y situada en la Gran Cordillera Divisoria y el río Yarrowee. Es la ciudad más grande del interior del estado, es la tercera ciudad más poblada del estado y la quinta en el interior del país. Su población alcanza cerca de 100.000 habitantes y su área es de 740 km². Esta ciudad fue fundada en 1838.  
Es el centro administrativo de la ciudad de Ballarat que administra los sitios aledaños. El gentilicio de la ciudad en inglés es Ballaratians.

## Toponimia
La ciudad fue nombrada por el colono escocés Archibald Yuille, que estableció un asentamiento llamado Ballaarat en 1837. El nombre deriva de las palabras locales balla arat, que significarían "lugar de descanso". La ortografía actual se adoptó oficialmente en 1996.

## Historia
El 18 de agosto de 1851 fue descubierto oro en Poverty Point, cuando se encontró un rico filón de oro aluvial, que podía ser fácilmente extraído. La noticia de los hallazgos provocó una fiebre del oro que hizo que muchos inmigrantes llegaran al región. La primera planta australiana de oro se estableció en Ballarat en 1854.
Ballarat fue el sitio de la revuelta Eureka Stockade, el único levantamiento armado civil en la historia de Australia, que tuvo lugar el 3 de diciembre de 1854. Muchos importantes iconos culturales de Australia son un legado de la fiebre de oro en la ciudad.
El símbolo de la rebelión, la bandera de Eureka, se ha convertido en un símbolo nacional que se encuentra en la galería de arte de Ballarat, la galería de arte regional más grande y antigua de Australia. Otras estructuras del patrimonio de importancia nacional incluyen los jardines botánicos de Ballarat, establecidos de 1857, el mejor ejemplo de programa regional de jardines botánicos de Australia con la mayor concentración de estatuas públicas, y el primer observatorio municipal, establecido en 1886.
Proclamada ciudad en 1871, su prosperidad continua hasta finales del siglo XIX, después de que se desvaneció con la desaceleración de la extracción de oro frente a Melbourne y Geelong. Se ha mantenido como un centro regional importante que aloja equipos de remo, entre otros, que participaron en los Juegos Olímpicos de Melbourne 1956. Es un destino turístico importante. Ballarat es conocida por su historia, su cultura y su patrimonio bien conservado.

## Geografía
Ballarat está situada en las estribaciones de la Gran Cordillera Divisoria en el centro de Victoria Occidental. También conocido como el Altiplano Central, es llamado así por sus suaves colinas y la falta de montañas que son comunes en la parte oriental de la Gran Cordillera Divisoria. La ciudad se encuentra dentro de una sección ligeramente ondulada de las llanuras que se extienden a sus alrededores. Estas llanuras están formadas por sedimentos aluviales y flujos volcánicos, y con grandes áreas agrícolas. Una característica importante de la ciudad es el lago artificial Wendouree (antes pantano Yuille), alrededor del cual hay muchos suburbios. El centro de la ciudad se encuentra en el valle de la cuenca del río Yarrowee y está rodeado de colinas que conforman el horizonte de la ciudad. Hay numerosas zonas densamente boscosas alrededor de Ballarat y grandes masas de agua, incluyendo el embalse del Cisne Blanco y otros lagos, ríos y arroyos que se utilizan para agua potable y agricultura.

## Clima
Ballarat tiene un clima templado oceánico (Clasificación climática de Köppen: CFB), con cuatro estaciones bien marcadas. Su altitud es de 435 metros sobre el nivel del mar y hace que sus temperaturas medias mensuales sean de 3 a 4 °C por debajo de las de Melbourne. La temperatura media diaria máxima en enero es de 25 °C, mientras que la mínima media es de 10 °C. En julio, la media máxima es de 10 °C, con un promedio mínimo en julio de 3 °C.
La precipitación media anual es de 695 milímetros, siendo agosto el mes más lluvioso (77 mm). Hay un promedio de 198 días sin lluvia al año. Al igual que gran parte de Australia, Ballarat experimenta sequías cíclicas y fuertes lluvias. Las inundaciones de la cuenca del Yarrowee ocurren de vez en cuando. En 1869 hubo un grave desbordamiento del río Yarrowee que inundó calles, casas y puentes, causando la pérdida de dos vidas. La sequía prolongada con precipitaciones de tan solo 400 mm hizo que el lago Wendouree se secara por completo, por primera vez en su historia, entre 2006 y 2007. Más recientemente, los niveles más altos de lluvia registrados fueron 95,0 mm en 24 horas el 14 de enero de 2011, poniendo fin a un período de cuatro días de lluvias que contribuyen a que enero fuera el más lluvioso de la historia reciente, con un total de 206 mm de lluvia.
Las nevadas suelen caer pero casi sin efecto. Las heladas generalizadas y las nieblas son más comunes durante los meses más fríos. Se produjeron temporadas de fuertes nevadas en 1900-1902 y 1905-1907, y hubo estaciones de nieve moderada durante los años 1940 y 1980. Las nevadas más recientes que se han producido dentro del área urbana fueron entre 2006 y 2008.
La temperatura más alta registrada en Ballarat fue de 44 °C el 7 de febrero de 2009, durante la ola de calor en el sudeste de Australia. Se llegó a 2 °C por encima del récord anterior de 42 °C, del 25 de enero de 2003. La mínima más baja jamás registrada fue -6 °C el 21 de julio de 1982.
| Parámetros climáticos promedio de Ballarat | Parámetros climáticos promedio de Ballarat | Parámetros climáticos promedio de Ballarat | Parámetros climáticos promedio de Ballarat | Parámetros climáticos promedio de Ballarat | Parámetros climáticos promedio de Ballarat | Parámetros climáticos promedio de Ballarat | Parámetros climáticos promedio de Ballarat | Parámetros climáticos promedio de Ballarat | Parámetros climáticos promedio de Ballarat | Parámetros climáticos promedio de Ballarat | Parámetros climáticos promedio de Ballarat | Parámetros climáticos promedio de Ballarat | Parámetros climáticos promedio de Ballarat |
| Mes                                        | Ene.                                       | Feb.                                       | Mar.                                       | Abr.                                       | May.                                       | Jun.                                       | Jul.                                       | Ago.                                       | Sep.                                       | Oct.                                       | Nov.                                       | Dic.                                       | Anual                                      |
| ------------------------------------------ | ------------------------------------------ | ------------------------------------------ | ------------------------------------------ | ------------------------------------------ | ------------------------------------------ | ------------------------------------------ | ------------------------------------------ | ------------------------------------------ | ------------------------------------------ | ------------------------------------------ | ------------------------------------------ | ------------------------------------------ | ------------------------------------------ |
| Temp. máx. abs. (°C)                       | 42.0                                       | 44.1                                       | 37.7                                       | 31.5                                       | 26.1                                       | 21.6                                       | 19.1                                       | 23.0                                       | 27.9                                       | 33.4                                       | 37.3                                       | 40.6                                       | 44.1                                       |
| Temp. máx. media (°C)                      | 25.1                                       | 25.0                                       | 22.2                                       | 17.6                                       | 13.6                                       | 10.8                                       | 10.0                                       | 11.4                                       | 13.8                                       | 16.6                                       | 19.6                                       | 22.6                                       | 17.4                                       |
| Temp. mín. media (°C)                      | 10.8                                       | 11.4                                       | 9.9                                        | 7.4                                        | 5.7                                        | 4.0                                        | 3.2                                        | 3.7                                        | 4.8                                        | 6.2                                        | 7.8                                        | 9.4                                        | 7.0                                        |
| Temp. mín. abs. (°C)                       | 0.7                                        | -1.4                                       | -0.6                                       | -4.1                                       | -4.5                                       | -4.6                                       | -6.0                                       | -5.0                                       | -4.5                                       | -3.6                                       | -1.0                                       | -1.0                                       | -6.0                                       |
| Precipitación total (mm)                   | 38.1                                       | 43.2                                       | 42.3                                       | 51.7                                       | 65.1                                       | 63.2                                       | 66.5                                       | 74.5                                       | 71.7                                       | 67.1                                       | 55.8                                       | 51.3                                       | 690.9                                      |
| Días de lluvias (≥ 1 mm)                   | 7.7                                        | 7.2                                        | 9.5                                        | 12.5                                       | 16.1                                       | 17.8                                       | 19.9                                       | 19.5                                       | 16.7                                       | 15.5                                       | 12.8                                       | 11.0                                       | 166.2                                      |
| Fuente:                                    |                                            |                                            |                                            |                                            |                                            |                                            |                                            |                                            |                                            |                                            |                                            |                                            |                                            |

## Economía
Las principales actividades de Ballarat incluyen los servicios, el turismo y la hostelería, manufacturas, educación y tecnología, así como industrias primarias como la agricultura, la minería y las energías renovables.
Como importante centro de servicios regional relacionado con las minas de oro, Ballarat detiene un alto nivel de empleo en el comercio, las industrias de servicios, estatales y federales, sucursales y agencias del gobierno y salud.